# Distretto di Santa Rosa (Amazonas)
Il distretto di Santa Rosa è un distretto del Perù nella provincia di Rodríguez de Mendoza (regione di Amazonas) con 540 abitanti al censimento 2007 dei quali 152 urbani e 388 rurali.
È stato istituito il 5 febbraio 1875.